# Подорљак
Подорљак је насељено мјесто у Далмацији. Припада општини Рогозница, у Шибенско-книнској жупанији, Република Хрватска.

## Географија
Подорљак се налази око 7 км источно од Рогознице.

## Историја
Насеље се до територијалне реорганизације у Хрватској налазило у некадашњој великој општини Шибеник.

## Становништво
Према попису становништва из 2011. године, насеље Подорљак је имало 125 становника.
| Демографија | Демографија | Демографија |
| Година      | Становника  | Становника  |
| ----------- | ----------- | ----------- |
| 1971.       | 290         |             |
| 1981.       | 258         |             |
| 1991.       | 210         |             |
| 2001.       | 162         |             |
| 2011.       |             | 125         |